# إيفا كلوبوكوفسكا
إيفا يانينا كلوبوفسكا (بالبولندية: Ewa Janina Kłobukowska) هي عداءة مسافات قصيرة بولندية ولدت في 1 أكتوبر 1946 في مدينة وارشو، أبرز انجازاتها كان فوزها بالميدالية الذهبية في سباق 4*100 متر تتابع مع الفريق البولندي في دورة الألعاب الأولمبية الصيفية 1964 في طوكيو، كما فازت بالميدالية البرونزية في سباق 100 متر في نفس الدورة، وقد حطمت الرقم القياسي للسباق ثلاثة مرات.